# Quiralu
Quiralu est une ancienne entreprise française de jouets principalement connue pour ses figurines militaires. Elle fut  fondée en 1932 par Émile Quirin qui dirigeait alors une fonderie d'art familiale à Luxeuil dans la Haute-Saône. En 1941, son gendre Hubert Desgranges en assuma la direction, puis en 1948, Bernard Desgranges fils d'Hubert. 
La fonderie Quiralu ferma ses portes en 1964.
Auparavant, elle avait produit en particulier toute une série de miniatures automobiles (notamment le camion Berliet trans-saharien) à une échelle proche du 1/43ème, en Zamac. Ces modèles étaient d'une qualité équivalente à celle des marques concurrentes comme Dinky Toys ou Solido.